# Koppelnavigation

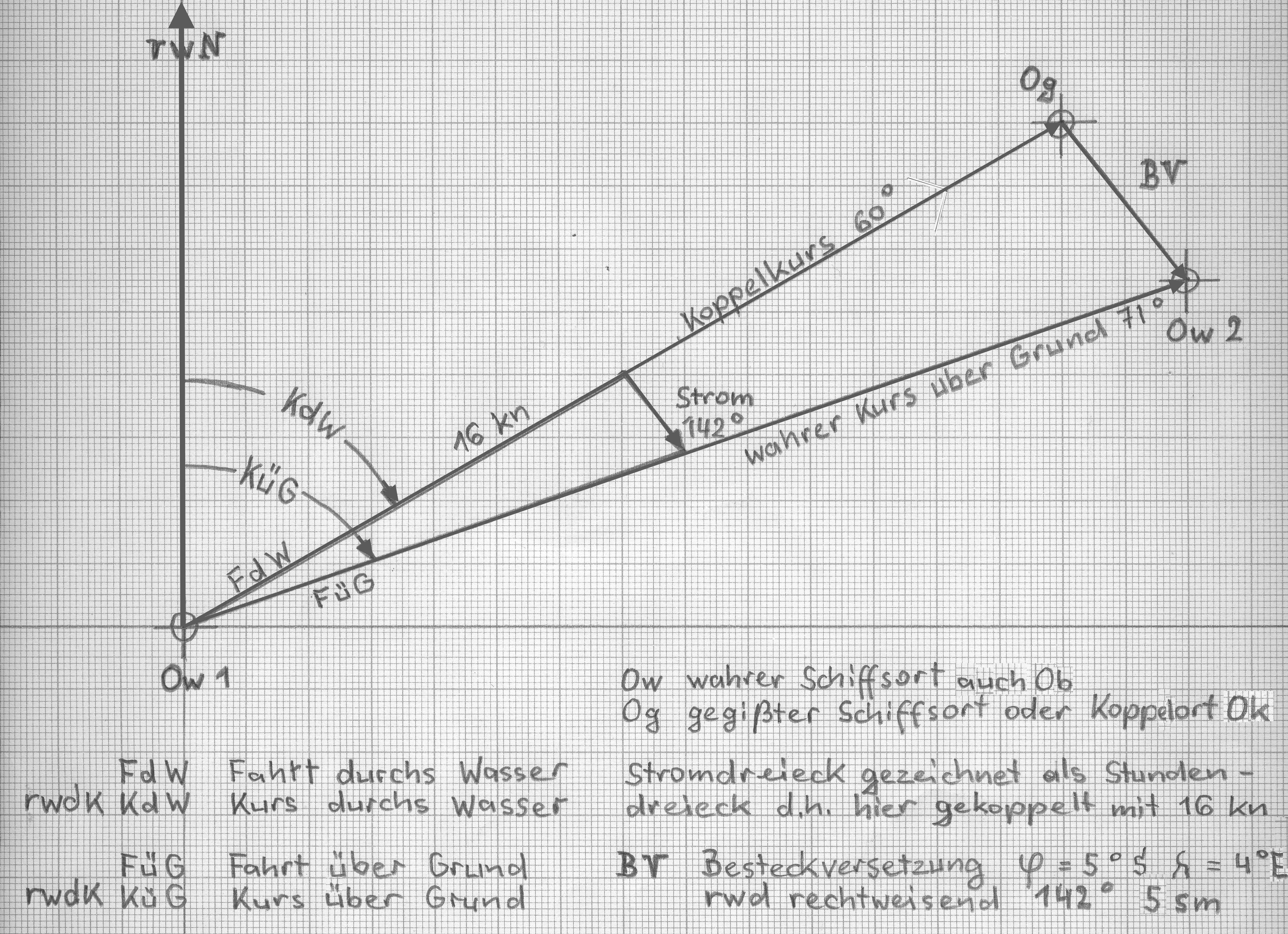
Besteckversetzung

Koppelnavigation oder Koppelung (koppeln, verbinden), englisch dead reckoning, ist die laufende näherungsweise Ortsbestimmung eines bewegten Objekts aufgrund von Bewegungsrichtung (Kurs) und Geschwindigkeit (Fahrt).

## Mittel
Der Kurs wird mit dem Kompass gemessen, die Messungen der Schiffsgeschwindigkeit erfolgen mit dem Log, die der Fluggeschwindigkeit mit dem Fahrtmesser. Diese Instrumente bestimmen die Geschwindigkeit nur relativ zum umgebenden Medium Wasser bzw. Luft. Zusätzlich müssen Beschickungen für die Versetzung durch Strom und Wind angebracht werden, um Fahrt und Kurs über Grund errechnen oder abschätzen zu können.
In Kombination mit genauen Uhren, einem Kreiselkompass und Geschwindigkeitsmessern wurde ab 1909 eine Teilautomatisierung der Koppelung und die Darstellung der Position auf einem automatischen Koppeltisch möglich.
Unter günstigen Bedingungen liegt der Messfehler beim Koppeln unter 5 % der Wegstrecke. Sobald möglich, wird ein erneuter Ausgangspunkt für die weitere Koppelung etwa mit Hilfe astronomischer Navigation oder in neuerer Zeit durch Funknavigationsmittel bestimmt.
Als Besteckversetzung (BV), auch Besteckversatz, bezeichnet man den Vektor vom Loggeort (Og, auch Ok für Koppelort) zu dem für den gleichen Zeitpunkt festgestellten wahren Ort (Ow, auch Ob für beobachteten Ort). Der Betrag der Besteckversetzung wird als gemessener Weg in Seemeilen angegeben, ihre Richtung rechtweisend in Kompassgraden.
Im Sichtflug heißt die recht grobe Koppelnavigation in der Fliegersprache auch „Franzen“ (benannt nach dem Spitznamen für den Navigator – „Franz“ – der sich auch mal „verfranzen“ konnte).
Zur Automatisierung und Steigerung der Genauigkeit – insbesondere für die Flugnavigation – wurden in den letzten Jahrzehnten neue Methoden entwickelt, wie die Dopplernavigation (Radarantennen mit Dopplereffekt) und die Trägheitsnavigation. Sie erlauben inzwischen bordautonome Genauigkeiten im Bereich von 1 ‰ des zurückgelegten Wegs und sind heute Bestandteil der integrierten Navigation.

## Sonstiges
Ein anschauliches Beispiel für Koppelnavigation findet sich im Film Jagd auf Roter Oktober. Hier wird in einer Szene das titelgebende U-Boot durch ein System von untermeerischen Canyons navigiert, indem anhand einer präzisen Karte die nötigen Kurswechsel mit Hilfe einer Stoppuhr exakt terminiert werden.
Auch Insekten wie Hummeln und Ameisen verwenden ein ähnliches System (Pfadintegration), um ihr Nest wiederzufinden. So können Hummeln z. B. auch nach längerem Außeneinsatz auf dem direktesten Weg zurückfliegen.